# Caserma Salvo D'Acquisto
La caserma Salvo D'Acquisto M.O.V.M. dell'Arma dei Carabinieri, sita in viale di Tor di Quinto a Roma, è la sede del Centro nazionale di selezione e reclutamento (CNSR), del Comando delle unità mobili e specializzate carabinieri "Palidoro", della Divisione unità mobili carabinieri, dell'8º Reggimento "Lazio", del 4º Reggimento carabinieri a cavallo, del Raggruppamento carabinieri investigazioni scientifiche (RaCIS) e del Reparto Investigazioni Scientifiche (RIS) di Roma.
La denominazione della caserma è in onore dell'eroe italiano Salvo D'Acquisto, vicebrigadiere dell'Arma, insignito della medaglia d'oro al valor militare alla memoria dei fatti accaduti il 23 settembre 1943, quando venne fucilato dai tedeschi al posto di altre ventidue persone, salvandole da morte certa.